# آبی شهر متحد
«آبی شهر متحد» (به انگلیسی: Union City Blue) نام ترانه‌ای از گروه موسیقی آمریکایی بلاندی است. دبی هری و نایجل هریسن آن را نوشتند و در آلبوم سال ۱۹۷۹ آن‌ها، با آهنگ بخور، قرار گرفت. این ترانه به عنوان دومین تک‌آهنگ آلبوم در بریتانیا، جایی که ترانه در اواخرسال ۱۹۷۹ به رتبهٔ ۱۳ در جدول موسیقی تک‌آهنگ‌های بریتانیا رسید، عرضه شد؛ با این وجود هیچ‌گاه به عنوان یک تک‌آهنگ در ایالات متحده پخش نشد. با وجود رتبه‌های نسبتاً کم این ترانه در مقایسه با سایر تک‌آهنگ‌های بلاندی در آن دوره، «آبی شهر متحد» به یکی از ترانه‌های محبوب هواداران و یک جزء اصلی در اجراهای زندهٔ گروه تبدیل شده‌است.
این آهنگ در سال ۱۹۹۵ روی سی‌دی و واینیل به عنوان یک مکسی-سینگل، هم در بریتانیا و هم در ایالات متحده، که شامل بازترکیب‌های متعددی از ترانه به وسیلهٔ دیدی، برگر کویین، اوپی‌ام و جمین هات بود، مجدداً پخش شد. یک نسخهٔ زندهٔ به شدت غیر اصل از ترانهٔ دیسکوی موفق سال ۱۹۷۹ دانا سامر، «من عشق را احساس می‌کنم» به عنوان یک بی-ساید در آن قرار گرفته بود. با راه‌یابی دوباره به جدول‌ها پس از پخش اصلی آن در سال ۱۹۷۹، این تک‌آهنگ به رتبهٔ ۳۱ در بریتانیا رسید. نسخهٔ بازترکیبی «آبی شهر متحد»، هم‌چنین در مجموعه‌های تلفیقی زیبا - آلبوم بازترکیبی (بریتانیا) و بازترکیب‌شده بازساخته‌شده عوض‌شده - پروژهٔ بازترکیب (ایالات متحده) قرار گرفت.
این ترانه در فیلم ترسناک سال ۱۹۸۱ دست قرار گرفت.

## فهرست آهنگ‌ها
‎UK 7" (Chrysalis CHS 2400)‎
1. «Union City Blue» (نایجل هریسن، دبرا هری) – ۳:۲۱
2. «Living in the Real World» (جیمی دستری) – ۲:۵۳

## جدول موسیقی
| جدول (۱۹۷۹) | حد رتبه |
| ----------- | ------- |
| بریتانیا    | ۱۳      |
| ایرلند      | ۱۷      |
| زلاند نو    | ۴۷      |
| آلمان       | ۵۴      |